# فيسنتي غينر
فيسنتي غينر (بالإسبانية: Vicente Giner) هو رسام وكنسي إسباني، ولد في 1636 في كاستيون دي لا بلانا في إسبانيا، وتوفي في 1681 في روما في إيطاليا.